# Madeleine Brès
Madeleine Brès, nata Madeleine Gebelin, (Bouillargues, 25 novembre 1842 – Montrouge, 30 novembre 1921) è stata un medico francese, prima donna in Francia a laurearsi nel 1875 in medicina.
La sua tesi di laurea era incentrata sulla composizione del latte materno. Dottore dal 1869, nel 1871 le fu proibito di esercitare la professione medica in un ospedale pubblico, nonostante nessuna legge proibisse tale pratica. Si occupò allora di assistenza all'infanzia, fornendo consulenza a privati e  agli asili nido comunali. Nel 1885 finanziò la creazione di un asilo nido gratuito.

## Biografia
Oltre ai suoi studi di medicina, ha trascorso 4 anni al Museo di Storia Naturale con Edmond Frémy e 3 anni nel laboratorio di Charles Adolphe Wurtz dove ha preparato una tesi di ricerca sul seno e l'allattamento: mostrò che la composizione chimica del latte materno cambia durante l'allattamento per adattarsi alle esigenze di sviluppo del bambino. Ottenne la menzione "estremamente buono" e la sua tesi fu molto nota in Francia e all'estero.  Diventò così la prima dottoressa in medicina francese, ma non fu la prima ad averla in Francia, la britannica Elizabeth Garrett Anderson la prese cinque anni prima di lei. 
Rimasta vedova, si occupò dei tre figli.  Decise di stabilirsi in città, Rue Boissy-d'Anglas, e di specializzarsi nel rapporto tra madre e bambino, nonché nell'igiene dei bambini piccoli. Riuscì a creare una ricca clientela borghese. Divenne anche responsabile, su decisione del prefetto della Senna, dell'insegnamento (conferenze e conferenze) ai direttori e al personale di varie scuole materne e asili nido dei venti arrondissement di Parigi. 
Nel 1885 fondò il suo asilo nido,,  83 rue Nollet nel distretto di Batignolles, dove i bambini fino a 3 anni venivano accuditi e curati gratuitamente.  Questa istituzione, che sostenne con i suoi soldi, sarà visitata da Théophile Roussel, poi da Marie-Louise Loubet. 
Nel 1891, in missione per il Ministro degli Interni, si recò in Svizzera per studiare l'organizzazione e il funzionamento di asili nido e asili. Diresse anche la rivista Hygiène de la femme et de l'Enfant e scrisse numerosi libri per l'infanzia. 
Morì all'età di 79 anni, quasi cieca e in povertà. 

## Onorificenze
- Cavaliere dell'ordine delle Palme accademiche (1875)